# Dominic Mahony
Dominic Mahony   (Plymouth, 26 d'abril de 1964) és un pentatleta modern anglès, ja retirat, guanyador d'una medalla olímpica.
El 1988 va prendre part en els Jocs Olímpics d'Estiu de Seül, on disputà dues proves del programa de pentatló modern. En la competició per equips, junt a Richard Phelps i Graham Brookhouse, guanyà la medalla de bronze, mentre en la prova individual fou setzè. Quatre anys més tard, als Jocs de Barcelona, tornà a disputar dues proves del programa de pentatló modern. Fou sisè en la competició per equips i trenta-sisè en la prova individual.
En el seu palmarès també destaca una medalla de bronze en el Campionat del Món de pentatló modern de 1987. El 2014 va ser nomenat membre de l'Orde de l'Imperi Britànic.